# Aljur Abrenica
Aljur Mikael Abrenica (24 de marzo de 1990 en Ángeles, Pampanga), es un actor, cantante pop y modelo filipino. Participó en la cuarta temporada de StarStruck, que ganó junto a otros participantes también artistas como Mart Escudero, Jewel Mischey y la estrella de la pantalla chica, su compañero Kris Bernal.

## Biografía
Su verdadero nombre es Aljur Mikael Guiang Abreu. Él se crio en la ciudad de Ángeles, Pampanga y asistió a la escuela secundaria "Don Bosco". En 2006, se unió a demostrar su talento en el concurso denominado "StarStruck", donde obtuvo el título de "Ultimate Hunk". El 1 de septiembre de 2007, Aljur Abreu firmó un contrato como artista con la empresa productora "Regal Films". También ha participado en las series televisivas como Dyesebel y Boys Nxt Door, Luna Mystica y SOP Rules. También ha sido denominado por la revista NeXT, la "Gran Estrella Masculina".

### Televisión
| Año          | Título                                           | Personaje                |
| ------------ | ------------------------------------------------ | ------------------------ |
| 2006–2007    | StarStruck: The Next Level (GMA 7)               | Contestant               |
| 2007–2010    | SOP Rules (GMA 7)                                | Co-Host / Performer      |
| 2007         | Maynila (GMA 7)                                  | Vince                    |
| 2007         | Boys Nxt Door (GMA 7)                            | Migs                     |
| 2007–2008    | Zaido: Pulis Pangkalawakan (GMA 7)               | Cervano / Red Zaido      |
| 2008         | Bubble Gang (GMA 7)                              | Main Cast Member         |
| 2008         | Dyesebel (GMA 7)                                 | Paolo Legaspi            |
| 2008–2009    | Luna Mystica (GMA 7)                             | Libado                   |
| 2009         | Sine Novela: Dapat Ka Bang Mahalin? (GMA 7)      | Miguelito "Lito" Sánchez |
| 2009         | Dear Friend Presents: My Christmas Lists (GMA 7) | Various                  |
| 2009         | All My Life (GMA 7)                              | Jules Romualdez          |
| 2010         | The Last Prince (GMA 7)                          | Prinsepe Almiro          |
| 2010–present | Party Pilipinas (GMA 7)                          | Co-Host/Performer        |
| 2010         | Pop MYX (MYX Channel)                            | Celebrity VJ For May     |
| 2010         | Mellow MYX (MYX Channel)                         | Celebrity VJ For May     |
| 2010         | My MYX (MYX Channel)                             | Celebrity VJ For May     |
| 2010         | Claudine Presents: Hostage (GMA 7)               | Various                  |
| 2010         | Ilumina (GMA 7)                                  | Yñigo Salcedo            |
| 2010         | Puso ng Pasko: Artista Challenge (GMA 7)         | Challenger               |
| 2011         | Pablo S. Gómez' Machete                          | Machete                  |

### Films
| Año  | Título                         | Personaje     |
| ---- | ------------------------------ | ------------- |
| 2008 | Loving You                     | Ryan Peyra    |
| 2008 | I.T.A.L.Y.                     | Budoy Pinlacs |
| 2009 | Nandito Ako...Nagmamahal Sa'Yo | Tata          |

## Discografía

### Álbum de Estudio
- Aljur Abrenica (2010; GMA Records/Sony Music)

## Premios
- Estrella Masculina Ganador, la mejor promesa de Cine y TV - 2009 Guillermo Mendoza Premios Beca Memorial.
- Nominado Mejor, Personallity Nueva Televisión Hombre - 2007 Premios Estrella PMPC para la TV.